# Ionia (Michigan)
Ionia – miasto w Stanach Zjednoczonych, w stanie Michigan, na Półwyspie Dolnym, w regionie środkowo-zachodnim (Michiana), administracyjna siedziba władz hrabstwa Ionia. W 2010 r. miasto zamieszkiwało 11 394 osób, a w przeciągu dziesięciu lat liczba ludności zwiększyła się o 5,2%.
Miasto leży nad rzeką Grand, około 50 km na wschód od Grand Rapids. Klimat Ionia w klasyfikacji klimatów Köppena należy do klimatów kontynentalnych z ciepłym latem (Dfb)